# 上海市立博物馆
31°18′39″N 121°31′25″E / 31.31083°N 121.52361°E

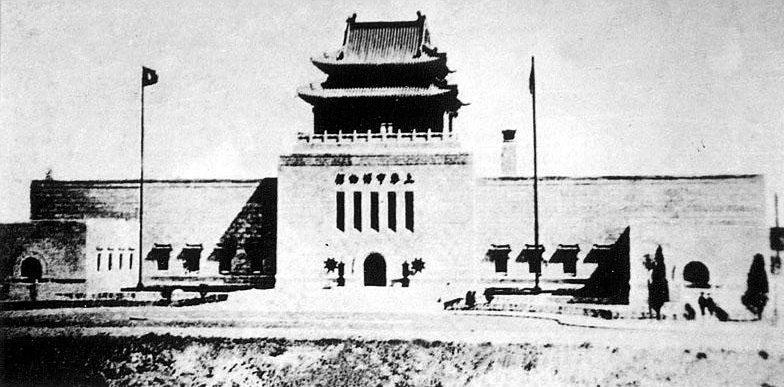
1936年落成的上海市博物馆，前方延伸部分还是单层。

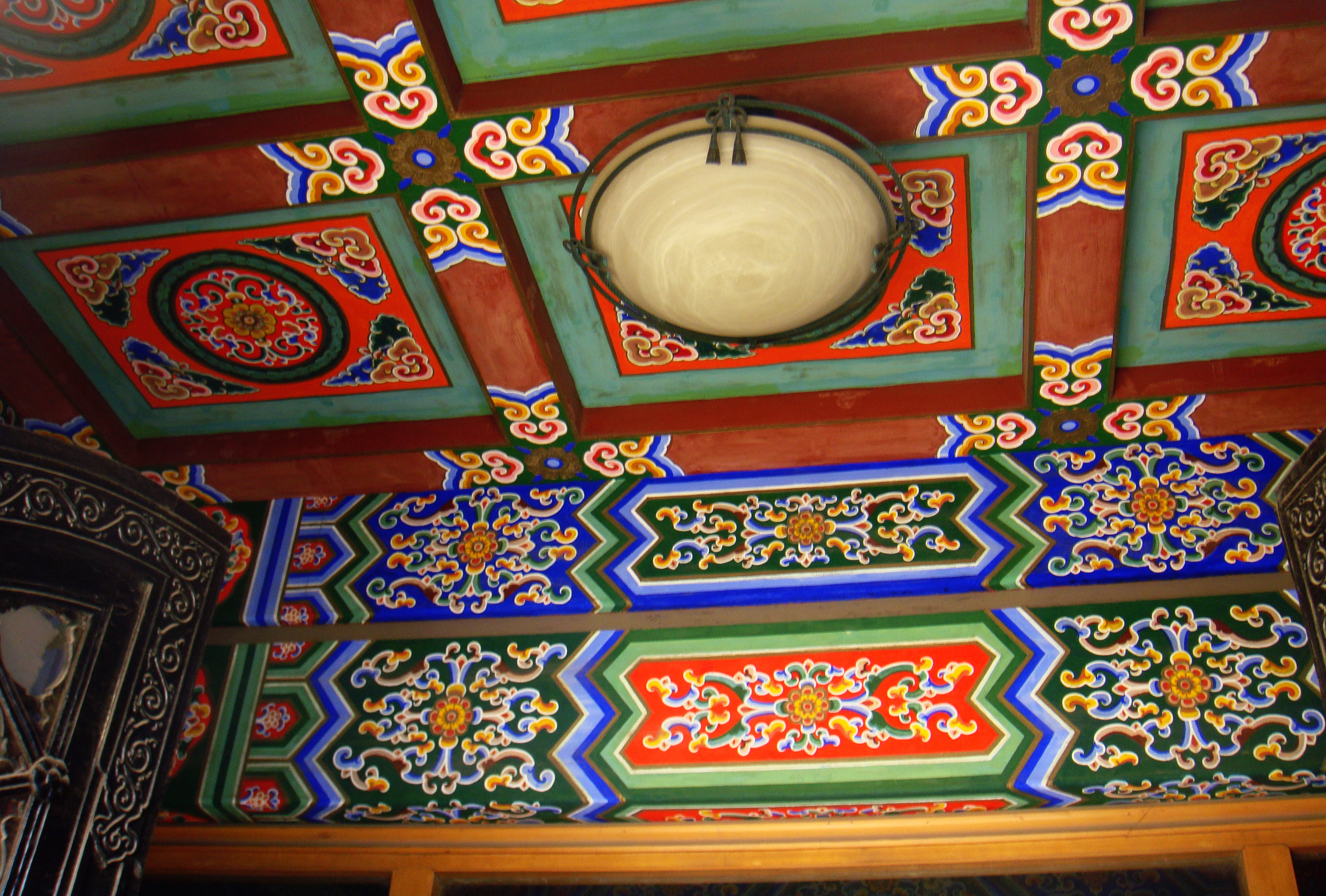
上海市博物馆门厅的天顶藻井、彩画

上海市立博物馆，初名上海市博物馆，创建于1933年，1937年1月正式开馆。馆址初设江湾市中心市政广场东侧府前左路（今长海路），后因战事停馆八年。1946年，在虹口四川北路1844号三楼复馆，同时更名为上海市立博物馆。1949年6月，更名为上海市历史博物馆，后并入上海博物馆筹备委员会。

## 历史

### 筹备与开放
在上海市博物馆成立以前，上海共有公共文物博览机构两家，即亚洲文会上海博物院和天主教背景的震旦博物院。1929年7月，上海特别市召开第123次市府会议，通过《大上海计划》，其中将上海市博物馆列入计划。1933年9月，上海市政府宣布成立“上海市图书馆、博物馆、体育场筹备委员会”。翌年7月，上海市政府发行市政公债，总计国币350万元，并规定其中30万元用于上海市博物馆的修建。从用于施行大上海计划而发行的市政公债中拨出法币30万元作为博物馆筹办经费。1935年3月，上海市博物馆临时董事会成立，叶恭绰担任董事长，程演生出任副董事长。11月，临时董事会设立博物馆筹备处，由李大超任主任，胡肇椿担任副主任。经过一年筹备，第二年三月，市政府将原临时董事会改组为上海市博物馆董事会，同时宣布筹备处结束。原筹备处副主任胡肇椿出任馆长。1937年1月10日，上海市博物馆开始试运营。

### 复馆与合併
淞沪会战开始后，上海市博物馆因为地处战区，遭到炮火严重损坏不得不闭馆，馆藏文物被迅速转移到租界内，后转存震旦大学图书馆。二战胜利后，1945年11月，上海市博物馆组成复馆筹备委员会，并归由上海市教育局管理。复馆筹备处于第二年1月设立，由杨宽担任主任。复馆筹备处成立后，曾试图搬回原址，但因馆舍已遭破坏，在经费吃紧的情况下，不得不另觅新址。同年，筹备处寻得虹口四川北路1844号三楼，作为市博的新址，并于当年开馆，同时更名为“上海市立博物馆”，由杨宽任馆长。
1949年上海政权易手后，上海市人民政府于当年6月接管上海市立博物馆，并将其更名为“上海市历史博物馆”。1951年11月，市博被并入上海博物馆筹备委员会，馆藏文物同时交予上博筹委会。

## 江湾馆舍
上海市立博物馆大楼，坐东朝西，于1936年落成。由著名设计师董大酉、王华彬设计，占地1700平方米，建筑总面积3430平方米。主体布局和外观样式与上海市立图书馆相同，平面呈“工”形，唯中央门楼和部分细节与图书馆不同。中央门楼仿北京鼓楼，歇山重檐顶，敷黄色琉璃瓦。馆舍仿城墙样式，馆舍外墙高10.5米，中央门楼最高处距地面24米。大楼普遍高两层，只有左右向前、后延伸的房屋改用单层。外墙采用大型人造石堆砌，主体以钢筋混凝土为主。
博物馆入口处设有门厅，左右两侧设置衣帽间和售品间。进入后便是位于门楼下方的中央大厅，大厅左右侧各设置通道达到两翼。左翼设有馆员办公室、库藏室和100座的图书室。右翼则有300座的演讲厅。大楼二层中部设历史展厅和艺术陈列厅。两翼设置书画展厅，整个二层墙面除门楼下方以外，不再开窗。展厅的采光改由屋顶的玻璃顶棚解决。另外，门厅及主要展厅用传统的红色立柱和藻井彩画装饰，由当时北平宫殿彩画的传统艺人绘制。一般地面为水磨石，主要展厅则用檀木地板铺设。展品采用多数光线投射，并且利用空调设备使展品和展馆保持常温。
该楼现为第二军医大学附属长海医院的影像楼，原延伸的单层现被改建为双层，同时原二层也增辟窗户增加采光。1994年，该楼被确立为第二批上海市优秀历史建筑。

## 展览及刊物
上海市博物馆分由历史陈列室和艺术陈列室两部分组成。历史展厅为常规展览，主要反映上海城市历史变迁。艺术展厅则陈列青铜器、陶瓷、印章、钱币、雕塑等古董和艺术作品。另外，从开馆至战争爆发的半年时间内，还举办过中国建筑、各国博物馆、三代古玉和唐代邛瓷、海南黎苗民物、上海地方文献、铁道工程共六个主题展览。其中中国建筑展览会于博物馆甫落成之际便在大楼礼堂开幕。该展会在建筑史上具有一定影响。博物馆复馆以后，又举办了世界各国博物馆摄影展览会、国父事迹展览会、上海抗战史文献展览会等六个专题展会。
在学术研究上，上海市博物馆于抗战前出版了《博物馆学通论》、《古物之修复与保存》、《古玉概说》等学术类专著，同时每周在《民报》上开办了《上海市博物馆周刊》。战后的1948年，博物馆又主持发掘了松江县戚家墩遗址，发现大批古代陶瓷、铜铁器等文物。此外，博物馆还在《中央日报·沪版》上开辟专栏《文物周刊》介绍文物信息、考古发掘等。1948年，博物馆在古玩市场获悉古董商将大规模地走私文物到美国，随即利用媒体呼吁，最终截获总计17箱原定运往纽约的文物，其中包括现存于上海博物馆的出土于山西省浑源李峪村的牺尊。